# Tirpitz (csatahajó)
A Tirpitz csatahajó a kéttagú Bismarck-osztály második egysége volt, mely hajókat a Kriegsmarine számára még a második világháború előtt kezdték el építeni. Nevét Alfred von Tirpitzről, a Császári Haditengerészetet (Kaiserliche Marine) kiépítő tengernagyról kapta. Építését 1936-ban kezdték meg, 1939-ben bocsátották vízre és 1941-ben adták át a haditengerészetnek. Testvérhajójához, a Bismarckhoz hasonlóan fő tüzérsége 8 darab 38 cm-es ágyúból, másodlagos tüzérsége pedig 12 darab 15 cm-es ágyúból állt. Az eltérő kaliberű lövegekből álló légvédelmi tüzérségét a háború előrehaladtával többször is megerősítették. A különböző módosítások révén 2000 tonnával vált nehezebbé a Bismarcknál, így a legnagyobb Európában épített csatahajónak számít.
A próbajáratok 1941 elején való befejezése után rövid ideig a Balti-tengeren állomásozott, hogy a Kronstadtban lévő szovjet flotta kitörését megakadályozza. 1942 elején Norvégiába helyezték át, hogy elejét vegye egy esetleges brit partraszállásnak. Norvégiai állomásozásakor a Szovjetunióba tartó konvojok elfogására is tervezték bevetni, és ilyen szándékkal 1942-ben két alkalommal hajózott ki. A Tirpitz puszta létezésével hatalmas veszélyt jelentett a hajókaravánokra, ezáltal a Brit Királyi Haditengerészet (Royal Navy) arra kényszerült, hogy folyamatosan erős kíséretet biztosítson számukra a Jeges-tengeren. Winston Churchill ezért 1942-ben a Royal Navy legfontosabb feladatának szabta meg az általa „Szörnyetegként” (The Beast) emlegetett csatahajó elpusztítását.
1943 szeptemberében a Scharnhorst csatahajóval együtt bombázta a Spitzbergákon lévő ellenséges pozíciókat. Ez volt az egyetlen alkalom, hogy a nehéztüzérségét támadó hadműveletben használta. Röviddel ezután kisméretű brit tengeralattjárók intéztek ellene támadást a kikötőhelyére behatolva, majd számos légitámadást hajtottak végre ellene, melyek némelyike kisebb-nagyobb kárt tett benne, de sérüléseit rendszeresen kijavították. 1944. november 12-én egy Avro Lancasterekből álló bombázókötelék 5,6 tonnás bombákkal hajtott végre támadást a legutóbbi akció okozta sérülések után már csak partvédelmi célokra használható csatahajó ellen. Két közvetlen és egy közvetett találat után a Tirpitz a sekély vízben erősen megdőlt, majd az egyik lőszerraktárának a felrobbanása után átfordult. A támadás során elhunytak számát 950 és 1204 közé teszik. A háborút követően, 1948 és 1957 között a hajó maradványait lebontották. A lebontásból hátramaradt, víz alatt található részei 2014 óta műemlékvédelem alatt állnak.

## Tervezés és építés

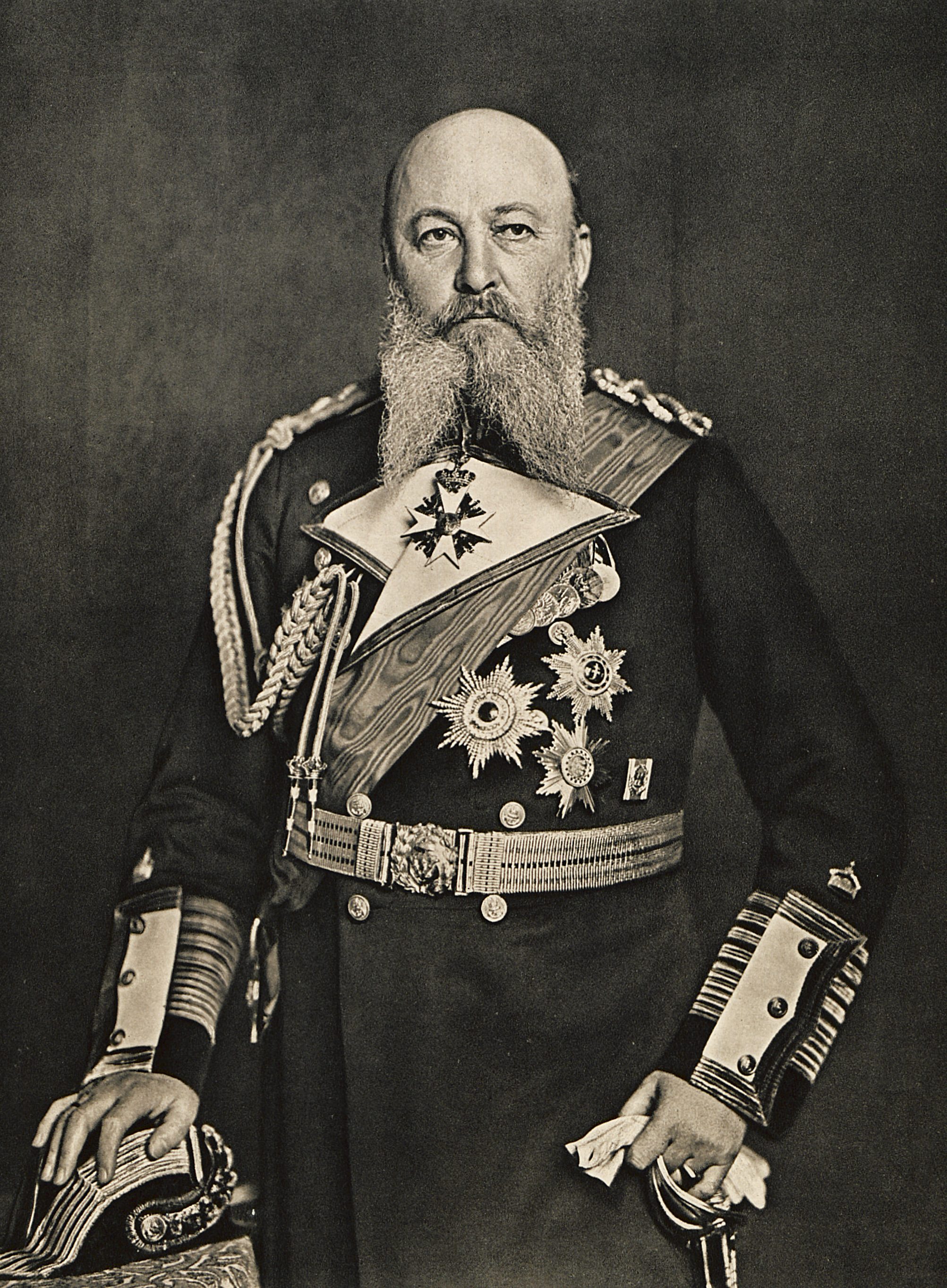
A csatahajó névadója, Alfred von Tirpitz (1849–1930) vezértengernagy

A Tirpitzet Ersatz Schleswig-Holstein néven rendelték meg névleg a Schleswig-Holstein régi csatahajó (sorhajó) pótlására. A megbízást a Kriegsmarinewerft Wilhelmshaven hajógyár kapta meg, és a megbízási szerződésben Schlachtschiff G néven szerepelt. A gerincfektetésre 1936. október 20-án került sor, pár hónappal a Bismarck munkálatainak megkezdése után. A terveken időközben azonban módosítottak, és főként a hajótestben lévő üzemanyagtartályok elrendezésén változtattak. Az új felosztás eredményeképpen a Tirpitz több üzemanyagot vihetett magával. A Bismarcknál ezeket a módosításokat már nem lehetett végrehajtani az építés előrehaladott állapota miatt.

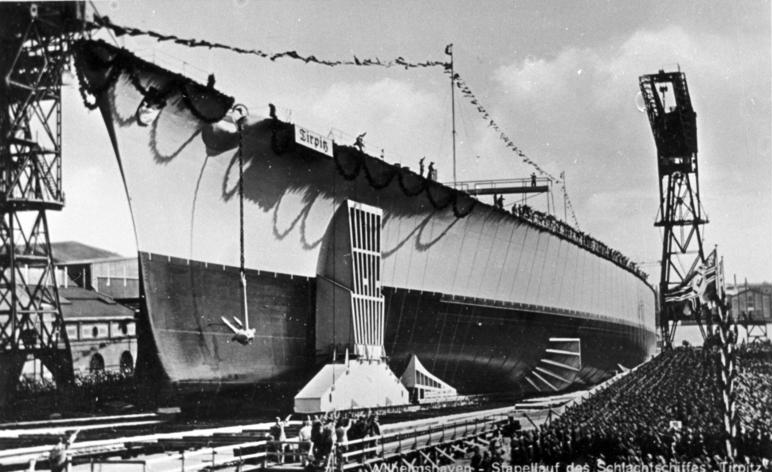
A Tirpitz vízre bocsátásakor

Az elkészült hajótestet 1939. április 1-én bocsátották vízre nagy ünnepség keretében. Keresztelését Ilse von Hassell, Alfred von Tirpitz tengernagy lánya végezte. Adolf von Trotha, a Császári Haditengerészet egykori admirálisa mondott beszédet a vízre bocsátáskor, melynél személyesen Adolf Hitler is jelen volt. Az építési munkálatokkal 1941 februárjára végeztek. Brit bombázók eközben többször támadták a hajógyárat, és bár a Tirpitzet egyszer sem érte találat, a bombázások lassították a munkálatokat. A Tirpitzet 1941. február 25-én adták át a haditengerészetnek a próbajáratok elvégzésére, melyekre a Balti-tengeren került sor.

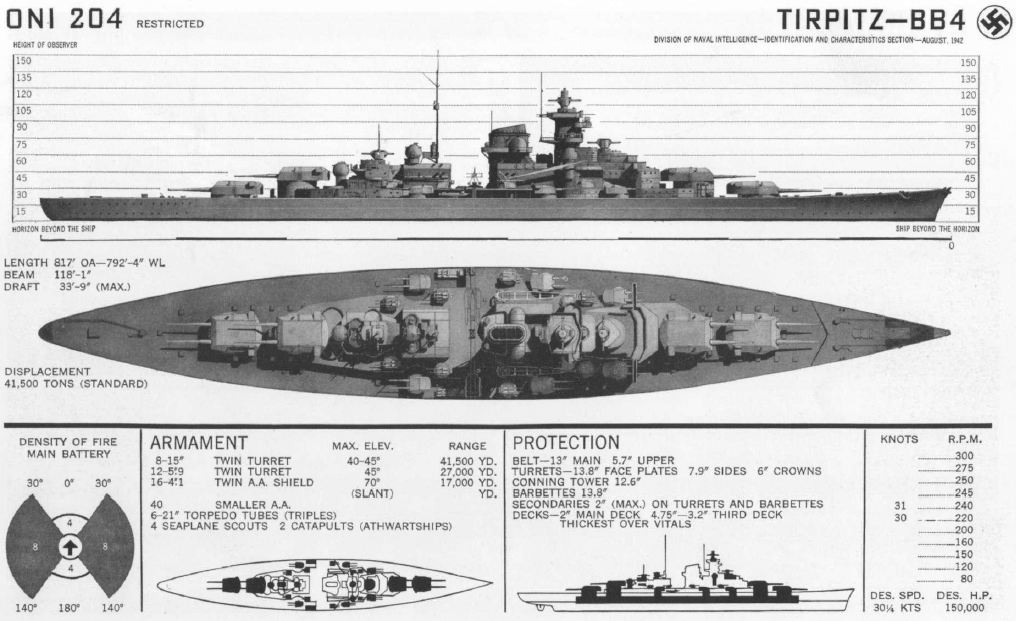
A Tirpitz azonosító rajza az amerikai haditengerészeti hírszerzés (Office of Naval Intelligence – ONI) típuskönyvéből

A Tirpitz standard vízkiszorítása 42 900 t, teljes terhelés mellett 52 600 t volt. Teljes hossza 251 m, legnagyobb szélessége 36 m, maximális merülési mélysége 10,60 m volt. Gerhard Koop és Klaus-Peter Schmolke szerint a módosítások következtében 1944-re teljes terhelés mellett 53 500 tonnára nőtt a vízkiszorítása. Meghajtásáról három Brown, Boveri & Cie gőzturbina és 12 Wagner-féle magas nyomású kazán gondoskodott, melyek olajtüzelésűek voltak és 163 023 LE (119 905 kW) maximális teljesítmény leadására voltak képesek, ami 30,8 csomós csúcssebesség elérését tette lehetővé a próbajáratok során. Eredetileg 103 tiszt és 1962 sorállományú tengerész teljesített rajta szolgálatot, de ez szám a háború előrehaladtával fokozatosan bővült 108 tisztre és 2500 besorozottra (főként a hajó légvédelmének megerősítése miatt). A Tirpitzre három darab FuMO 23 típusú radart (németül Funkmessortungsgerät) telepítettek megépítésekor, melyeket a nehéztüzérség távmérő-berendezésein helyeztek el. Ezeket később FuMO 27, majd FuMO 26 típusúakkal cserélték le, melyek nagyobb méretű antennák voltak. 1944-ben az árbóctorony tetején lévő távolságmérőre egy FuMO 30 (Hohentwiel) készüléket telepítettek, a 10,5 cm-es légvédelmi tüzérség főárbóc mögötti 3 méteres bázistávolságú távmérőjének gömbsüvegére pedig egy FuMO 213 Würzburg tűzvezető radarberendezést szereltek fel.

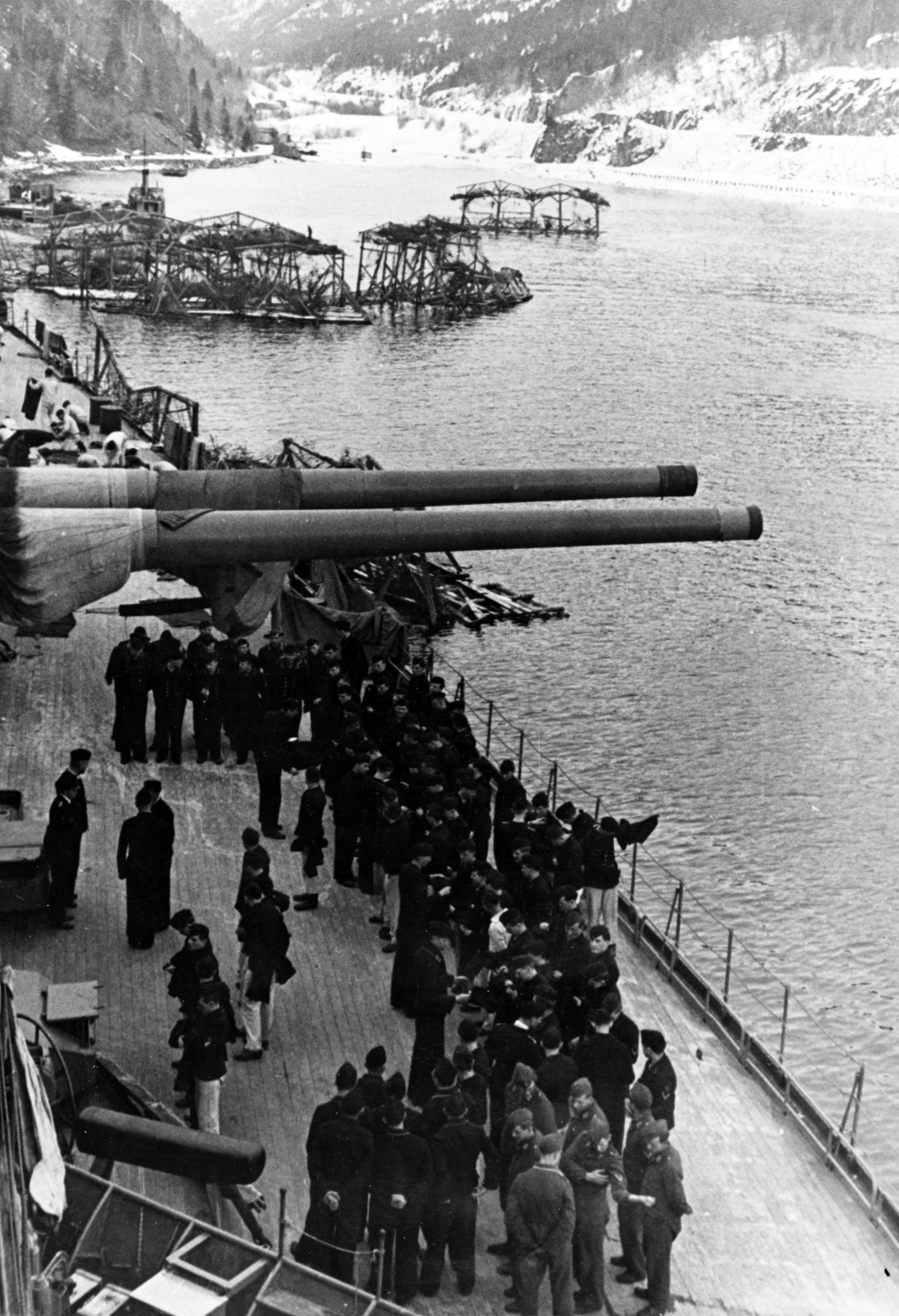
38 cm-es lövegek

A hajó fő fegyverzetét nyolc darab (4×2) 38 cm-es űrméretű, 52 kaliberhosszúságú hajóágyú (38 cm SK C/34) alkotta, elöl és hátul két-két lépcsőzetesen elhelyezett lövegtoronyban. A tornyokat a német szokásoknak megfelelően az ábécé kezdőbetűivel jelölték, melyekhez neveket is párosítottak: elöl az Anton és Bruno, hátul a Cäsar és Dora tornyok helyezkedtek el. A rombolók elleni védekezés céljára telepített másodlagos tüzérségét 12 darab (6×2) 15 cm-es űrméretű, 55 kaliberhosszúságú ágyú (15 cm SK C/28) alkotta, melyek kétoldalt 3-3 lövegtoronyban foglaltak helyet. A légvédelmét 16 darab 10,5 cm-es ágyú, illetve 16 darab 3,7 cm-es és 12 darab 2 cm-es gépágyú látta el, de utóbbiak számát 58-ra emelték. 1942-ben nyolc darab 53,3 cm-es torpedóvető csövet kapott, melyeket a hajó közepén kétoldalt helyeztek el (2×4). A hajó fő páncélöve 315 mm vastag volt (5 mm-rel vékonyabb, mint a Bismarcké), fedélzetének páncélzata osztott volt: a felső fedélzet páncélzata 50 mm, a két szinttel lejjebb lévő fő páncélfedélzet vastagsága 80–120 mm vastag volt. A 38 cm-es ágyúk lövegtornyainak elülső merőleges páncéllemeze 360 mm volt, oldalt 220 mm-es vastagságúak voltak. (Ábrák a páncélzat elhelyezkedéséről és vastagságairól megtekinthetők itt.)

## Szolgálata

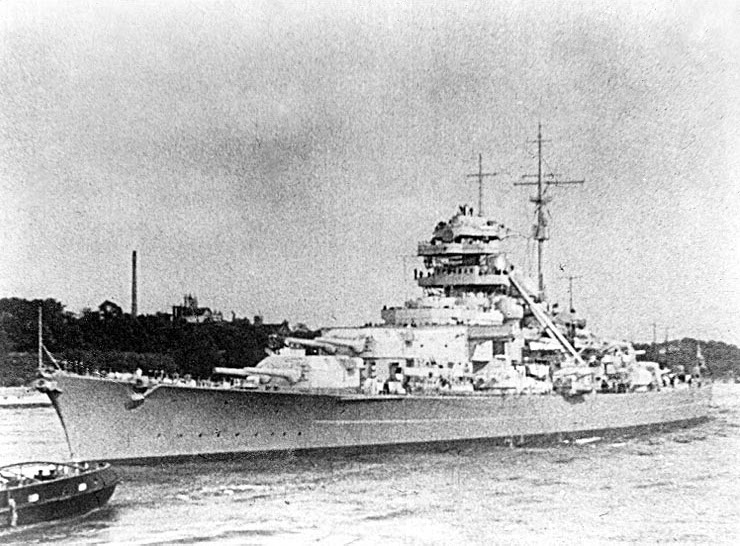
A Tirpitz útban próbajáratai elvégzésére
(1940. szeptember)

A próbajáratok elvégzése után a Tirpitz Kielben állomásozott és a Balti-tengeren végzett intenzív gyakorlatokat. Karl Topp, a hajó parancsnoka május 5-én Hitler gotenhafeni látogatásakor – mikor az kíséretével megszemlélte a két elkészült csatahajót – kérvényezte a Führernél, hogy hajója részt vehessen a közelgő Rheinübung hadműveletben, de választ nem kapott. Az 1941 júniusában Rügen sziget közelében végrehajtott lőgyakorlatok során meghibásodások léptek fel, melyek miatt a következő két hónapot a kikötőben töltötte, és csak szeptember 20-ára sikerült lezárnia a lőpróbákat.

### ABarbarossahadművelet
Kieli tartózkodása idején indult meg a Barbarossa hadművelet. A német hadvezetés tartott attól, hogy a Leningrádnál állomásozó szovjet flotta megpróbál kitörni a Finn-öbölből, és ennek megakadályozására létrehoztak egy ideiglenes hadiflottát, melynek a Tirpitz lett a zászlóshajója. A flotta kötelékébe az Admiral Scheer nehézcirkáló, a Köln, a Nürnberg, a Leipzig és az Emden könnyűcirkálók, valamint számos romboló és két aknaszedő-flottilla tartozott. Az Otto Ciliax altengernagy parancsnoksága alatt álló Balti Flotta (Baltenflotte) az Åland-szigetek közelében járőrözött 1941. szeptember 23. és 26. között. Ezt követően a flottát feloszlatták, és a Tirpitz folytatta a gyakorlatozásokat. Újabb lőgyakorlatok során a lövegeit a rádió-távirányítású célhajóvá átalakított Hessen régi csatahajóra irányítva lőtték be. A Brit Királyi Légierő (RAF) folytatta a Kielben állomásozó csatahajót célzó bombatámadásait, de ezek nem tudtak nagyobb kárt tenni benne.

### Áthelyezés Norvégiába

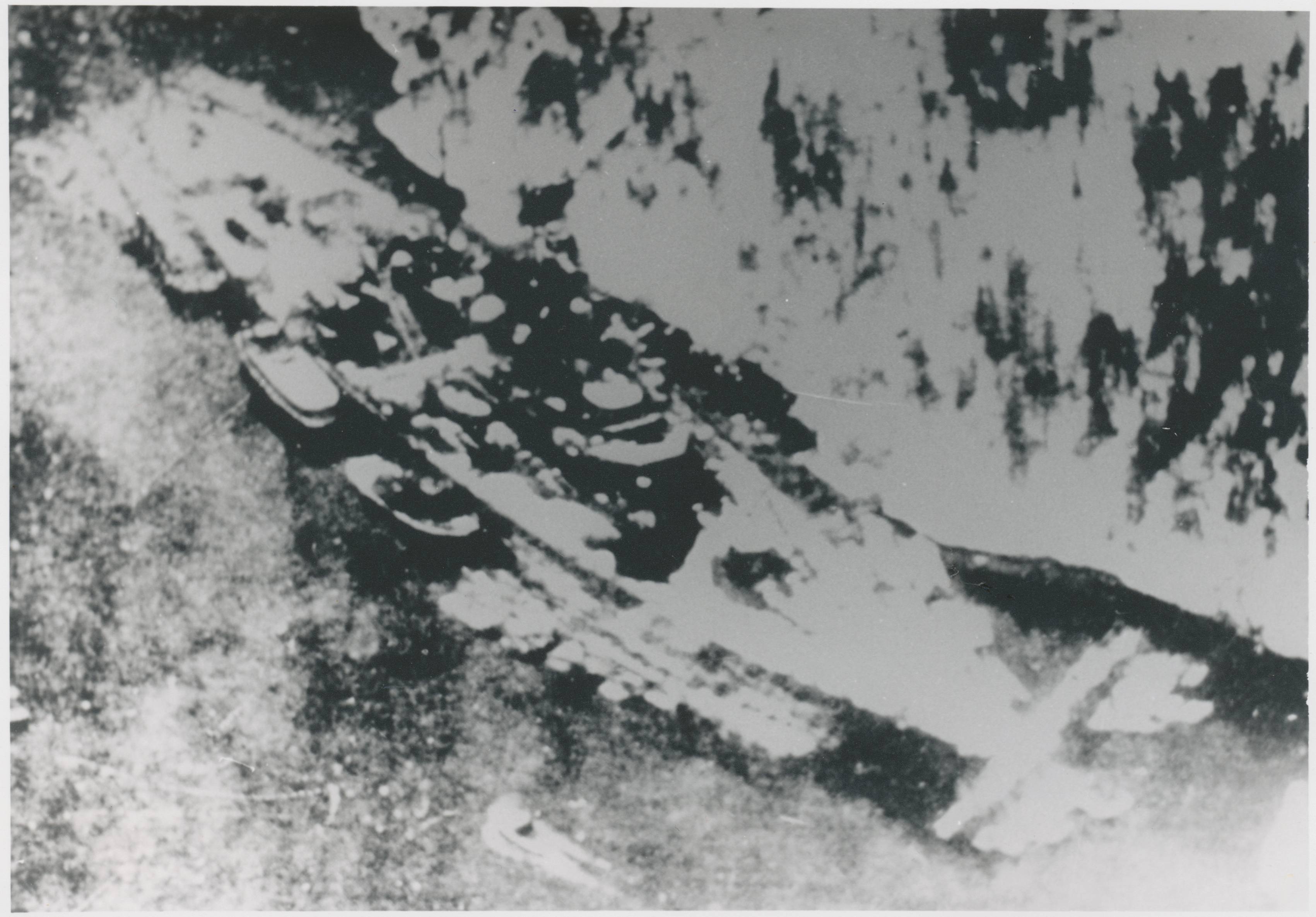
A Tirpitz a Fætten-fjordban

Erich Raeder vezértengernagy (Großadmiral), a Kriegsmarine parancsnoka november 13-án felvetette, hogy a Tirpitzet helyezzék át Norvégiába, ahol támadásokat tudna intézni a Szovjetunióba tartó konvojok ellen, puszta jelenlétével a Royal Navy nagy erőit kötné le, és elrettentené a briteket a Norvégiában való partraszállás gondolatától. A brit admiralitás a Bismarckkal szemben szerzett kellemetlen tapasztalatok után úgy ítélte meg, hogy a Tirpitzcel csak olyan köteléknek szabad szembeszállnia, melyhez legalább két King George V osztályú csatahajó és egy repülőgép-hordozó tartozik. A Bismarck elvesztése után az atlanti bevetéseket megtiltó Hitler beleegyezett a javaslatba. A norvég vizeken való bevetéshez szükséges módosítások idejére a hajó dokkba került. A légvédelmét megerősítették, a katapult melletti 10,5 cm-es ágyúkat kijjebb helyezték, hogy nagyobb területet tudjanak lefedni a tüzükkel. A két négycsövű torpedóvetőt az ekkori átalakítások során szerelték fel. A hajó parancsnoka, Karl Topp sorhajókapitány 1942. január 10-én bevethetőnek jelentette a csatahajót. Másnap a Tirpitz Wilhelmshaven felé hajózott el, az ide való áthelyezéssel a valódi úticélját igyekeztek leplezni.
A Tirpitz január 14-én 23:00-kor indult el Wilhelmshavenből Trondheim felé. A brit katonai hírszerzés valójában az Enigma kódjainak megfejtése révén már tudott az indulásáról, de a Britanniában uralkodó rossz idő nem tett lehetővé légitámadást ellene. John Tovey tengernagyot, a brit Honi Flotta (Home Fleet) parancsnokát egészen január 17-ig nem értesítették a Tirpitz áthelyezéséről, mikorra az már rég Norvégiába ért. Január 16-án a brit légifelderítés észlelte a hajót Trondheimben, ahonnan a várostól északra lévő Fætten-fjordba hajózott tovább. A Sarki éj fedőnevű áthelyezési hadművelet (Unternehmen Polarnacht) során a Richard Beitzen, a Paul Jakubi, a Bruno Heinemann és a Z29 rombolók kísérték. A norvég ellenállás megfigyelte és jelentette Londonnak az észlelések helyszíneit.
A hajó egy szikla mellett horgonyzott le, mely védte a délnyugatról érkező bombázógépekkel szemben. A legénység fákat vágott ki, és a fedélzeten helyezte el őket álcázás céljából. A fjord körül megerősítették a légvédelmet, és torpedók ellen védőhálókat feszítettek ki a fjord bejáratánál. A legénység számára a norvégiai küldetés meglehetősen egyhangúan telt. A gyakori üzemanyaghiány miatt a gyakorlatozások rövidek voltak, és emiatt a csatahajó és a kísérői főként a védőhálók védelmében töltötték az időt. A legénység ideje főként a hajó karbantartásával és a légvédelmi ütegek folyamatos készenlétben tartásával telt. Rendszeresen sporteseményeket szerveztek, és egyéb elfoglaltságokat biztosítottak a legénység tagjai számára, hogy fizikailag jó állapotban tartsák őket.

### Támadó hadműveletek
A Tirpitz bevethetőségét számos tényező korlátozta Norvégiában. A legnagyobb gondot az üzemanyaghiány jelentette, valamint a rombolóknak a Cerberus hadművelet – a Scharnhorst és Gneisenau csatahajók, valamint a Prinz Eugen nehézcirkáló La Manche-on való áttörése Bretagne-ból Németországba – támogatására való átirányítása. Emiatt a PQ 8 jelű konvoj ellen január végére tervezett támadást le kellett fújni. Szintén január végén egy brit négymotoros bombázókötelék támadást kísérelt meg a csatahajó ellen, de az akciót meg kellett szakítaniuk, mivel a rossz látási viszonyok miatt nem tudták megtalálni a célpontot. Hogy a britek figyelmét elvonják a Cerberusról, a Tirpitz február elején kifutott a fjordból. A megtévesztés érdekében a hajó Északi-tengeren való bevetésére is tettek látszat-előkészületeket. Később a hónap során az Admiral Scheer és Prinz Eugen nehézcirkálók, valamint számos romboló csatlakozott a Tirpitzhez. A Prinz Eugent a Fætten-fjord bejáratánál megtorpedózta egy brit tengeralattjáró, és emiatt átmenetileg nem volt bevethető.

#### ASportpalotahadművelet
1942 márciusában a Tirpitz az Admiral Scheer cirkáló, a Friedrich Ihn, a Paul Jakobi, a Hermann Schoemann és a Z25 rombolók, valamint két torpedónaszád kíséretében támadást tervezett végrehajtani a hazafelé tartó QP 8, és a Szovjetunióba tartó PQ 12 jelű konvoj ellen a Sportpalota hadművelet (Unternehmen Sportpalast) keretében.

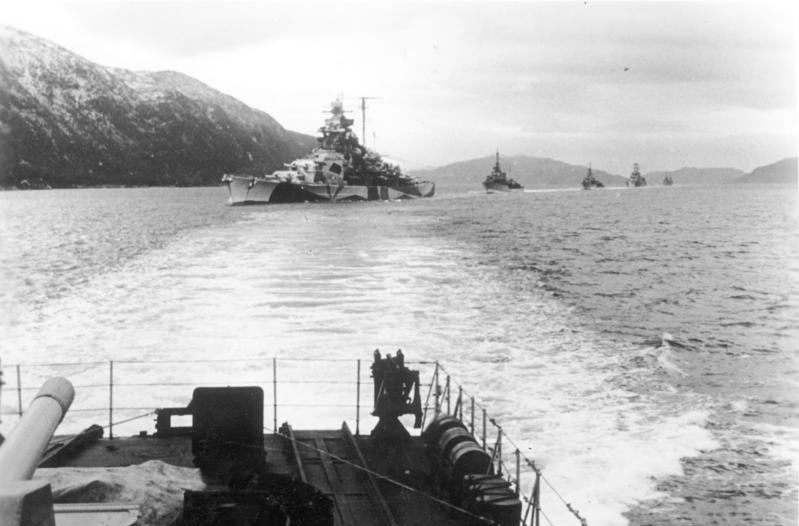
A Tirpitz rombolók kíséretében Bogennél
(1942 októbere)

Az Admiral Scheer 26 csomós végsebességével túl lassú volt ahhoz, hogy a Tirpitzcel együttműködve tevékenykedhessen, és ezért végül nem tartott a március 6-án kifutó kötelékkel. A két torpedónaszád a bevetést megszakítva tért vissza a kikötőbe. Március 5-én a Luftwaffe egyik felderítőgépe észlelte a PQ 12 konvojt a Jan Mayen-sziget közelében, viszont a négy romboló mellett kíséretet adó Duke of York csatahajót és Renown csatacirkálót már nem vette észre. A németek nem tudtak arról sem, hogy Tovey tengernagy a King George V csatahajóval, a Victorious repülőgép-hordozóval, a Berwick nehézcirkálóval és hat rombolóval távoli kíséretet adott a konvojnak. Az Enigma-kódok megfejtése révén a britek ismét előre értesültek a Tirpitz tervezett támadásáról, így újratervezhették a konvojok útvonalát. Tovey március 9-én próbálta üldözőbe venni a csatahajót, de Otto Ciliax tengernagy, a német kötelék vezetője már az előző este a bevetés megszakítása mellett döntött és visszaindult a támaszpontra.
Március 9-én 10:15 és 10:24 között a Tirpitzet és a Friedrich Ihn rombolót 12 Fairey Albacore torpedóbombázó támadta meg három csoportban, torpedóikat kis távolságról (400-1200 m) kioldva. Az elhárításukra a csatahajó 33 darab 15 cm-es, 345 darab 10,5 cm-es, 897 darab 3,7 cm-es és 3372 darab 2 cm-es lövedéket lőtt ki. A német feljegyzésekben kb. 25 gépből álló kötelékből a Tirpitz három – tévesen Swordfishként azonosított – repülőgép lelövését és több másik megrongálását, míg a Friedrich Ihn egy repülőgép lelövését jelentette. A valós brit veszteség 2 Albacore volt a 12 bevetett gépből. Német részről a támadásban mindössze hárman sebesültek meg. A csata után a Tirpitz a Vest-fjord felé vette az útját és onnan hajózott tovább Trondheimbe, ahova március 13-án délben érkezett meg. Március 30-án 33  Halifax bombázó intézett ellene támadást. Találatot nem értek el, a kötelék öt gépe veszett oda. Április végén a RAF két sikertelen támadást intézett ellene. Április 27-28-án 31 Halifax és Lancaster támadta, melyek közül ötöt lőttek le. Másnap éjjel 23 Halifax és 11 Lancaster támadta. A német légvédelem két gépet semmisített meg.

#### ARösselsprunghadművelet

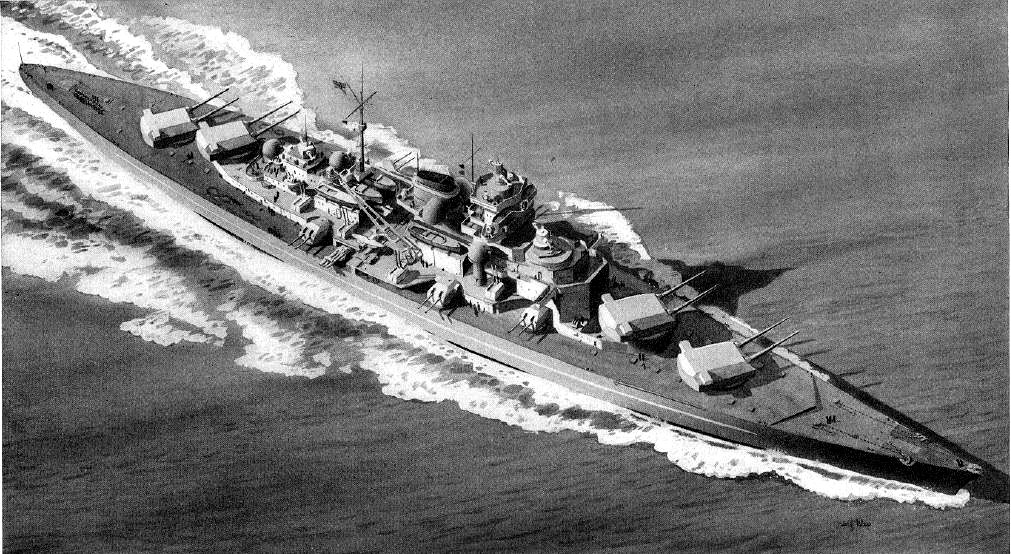
Amerikai készítésű rajz a Tirpitzről

A Tirpitz és a kísérő rombolói március folyamán 8230 t üzemanyagot használtak fel, ami miatt jelentősen megcsappantak a rendelkezésükre álló készletek. A felhasznált mennyiséget három hónap elteltével tudták pótolni. Az Izlandot június 27-én elhagyó PQ–17-es konvoj volt a következő, mely ellen támadást terveztek végrehajtani. Az akció a Huszárlépés hadművelet (Unternehmen Rösselsprung) fedőnevet kapta. A konvoj kíséretének fő erejét a Duke of York és az amerikai Washington csatahajók, a Victorious repülőgéphordozó képezték. A Medve-szigettől délre a brit és szovjet tengeralattjárók két vonalban helyezkedtek el. A Tirpitz és a Hipper hat romboló kíséretében hagyta el Trondheimet, míg egy másik csoport, a Lützow, az Admiral Scheer cirkálókkal és hat rombolóval Narvik és a közeli Bogen öblének (Bogenfjord) támaszpontjairól indultak bevetésre. A Lützow és három romboló térképen nem jelölt szikláknak ütköztek és kénytelenek voltak visszafordulni. Röviddel azután, hogy a Tirpitz elhagyta Norvégiát, a szovjet K–21 tengeralattjáró jelentése szerint négy torpedót lőtt ki rá és két robbanást észlelt, de valójában egy torpedó sem talált célba. A Tirpitzen a tengeralattjáró jelenlétét nem észlelték. A svéd hírszerzés eközben jelentette a brit admiralitásnak a németek kihajózását, mire elrendelték a konvoj feloszlatását. Miután a németek számára világossá vált, hogy felfedezték a felszíni hajóikat, megszakították a küldetést, és a konvoj támadását a tengeralattjárókra és a repülőgépekre hagyták. A szétszóródott hajókat a kísérőhajók már nem tudták megvédeni, így a németek a 34 kereskedelmi hajóból 21-et elsüllyesztettek több mint 140 000 BRT hajótérrel. A Tirpitz a bevetésről a Lofoten-szigetek érintésével az Alta-fjordba tért vissza.
A Rösselsprung hadműveletet követően a Tirpitzet áthelyezték a Narvik közelében lévő Bogen-öbölbe. Ekkorra a hajón már szükségessé vált jelentősebb karbantartási munkálatok elvégzése. Hitler megtiltotta a Németországba való kockázatos visszatérést a csatahajónak, ezért a munkálatokat Trondheimben kellett elvégezni. Október 23-án a Tirpitz elhagyta a Bogen-öblöt és visszatért a Trondheim előtti Fætten-fjordba. A horgonyzóhely védelmét megerősítették, újabb légvédelmi ütegeket helyeztek el és két torpedófogó hálót telepítettek a csatahajó köré. A javításokat kisebb részletekben végezték el rajta, hogy eközben is minél hosszabb ideig maradhasson bevethető. A tat köré süllyesztőszekrényt építettek, hogy kicserélhessék a hajó kormánylapátjait. A javítások ideje alatt a britek két ember irányította Chariot-torpedóval terveztek támadást intézni ellene (Title hadművelet), de az őket vontató halászhajóról leoldódtak az erősen hullámzó tengeren. December 28-ra végeztek a javításokkal, és a Tirpitz megkezdhette a próbajáratait. 1943. január 4-én a Trondeheim-fjordban végzett lőgyakorlatokat.
Február 21-én Karl Toppot ellentengernaggyá léptették elő, és Hans Meyer sorhajókapitány vette át tőle a hajó parancsnokságát. Öt nappal később a Scharnhorst csatahajót a Norvégiában állomásozó flottához irányították át. Az itt állomásozó hadihajók parancsnokságát Oskar Kummetz altengernagy vette át.

#### ASzicíliahadművelet
Mire 1943 márciusára a Scharnhorst megérkezett Norvégiába, a Szovjetunióba tartó szállítmányokat a PQ-17 pusztulása miatt már átmenetileg felfüggesztették. Az Erich Raedert a Barents-tengeri csata után a flotta élén váltó Karl Dönitz tengernagy a hajóknak a Spitzbergákon lévő brit meteorológiai állomás és üzemanyagdepó ellen rendelt el támadást (Unternehmen Sizilien avagy Unternehmen Zitronella), hogy a nagy hajóinak lehetőséget adjon közös hadművelet végrehajtására. A számos létesítményét és harcállását mindössze 152 főnyi norvég katonákból álló csoport védte. A két csatahajó tíz romboló kíséretében szeptember 6-án hagyta el a kikötőt. Másnap a szigethez közeledve a Tirpitz hadicselként fehér lobogót húzott fel. A bombázás ideje alatt a Tirpitz 52 lövést adott le a nehéztüzérségével és 82-t a 15 cm-es ágyúival. Ez volt az egyetlen alkalom, hogy a fő tüzérségét felszíni célpontok ellen használta. Egy rohamosztag megsemmisítette a part menti berendezéseket és 74 hadifoglyot ejtett. 11:00-ra a csatahajók elpusztították a kijelölt célpontokat és visszaindultak a norvég kikötők felé. A hadművelet csekély jelentőségű volt, és jóval kisebb erőkkel is ki lehetett volna vitelezni, ám a német propagandában a haditengerészet töretlen harcra való készségének példájaként mutatták be.

### Brit támadások aTirpitzellen
A Tirpitzet már építése közben is számos légitámadás érte, mire 1942-ben Churchill a Tirpitz elsüllyesztését a Royal Navy első számú feladatának szabta meg, és folyamatosan sürgette mind a haditengerészetet, mind a légierőt, hogy bármi áron pusztítsák el. Úgy ítélte meg, hogy a kiiktatása alapvetően változtatná meg a tengeri hadviselés menetét, és ehhez akár 100 bombázó és 500 főnyi repülőszemélyzet feláldozását is elfogadható veszteségnek vélte.

#### ASourcehadművelet

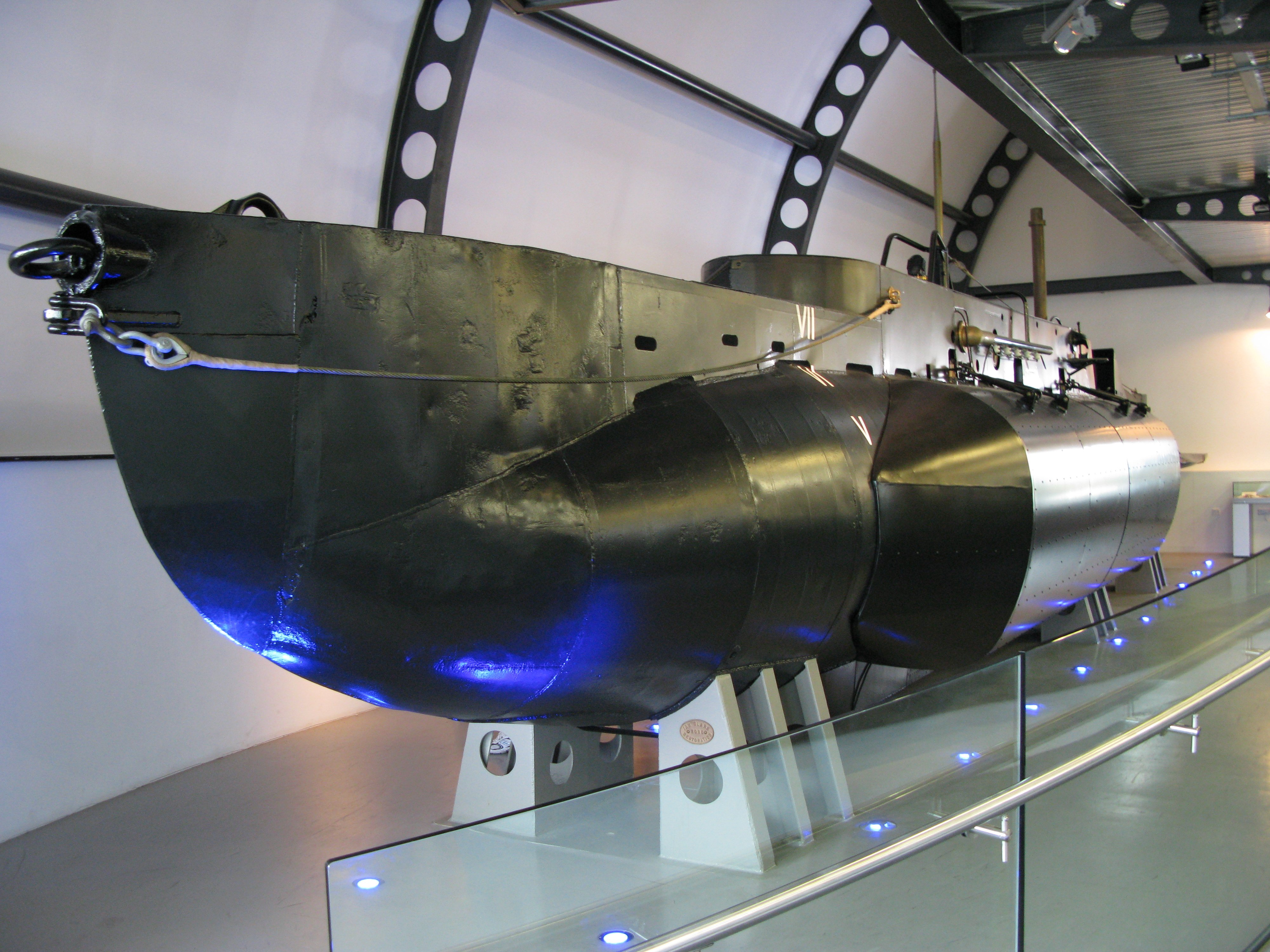
Egy X osztályú brit mini-tengeralattjáró (X24)

A britek a hatástalan bombázóbevetések és a sikertelen, Chariotokkal (ember által irányítható torpedókkal) tervezett támadások után az újonnan tervezett X osztályú tengeralattjárókkal próbálkoztak. A Source fedőnevű hadműveletnek a Tirpitz mellett a Scharnhorst és a Lützow is a célpontja volt. Az X Craft-eket nagy tengeralattjárók vontatták a német támaszpont közelébe, ahonnan azok már saját erőből a víz alatti hálók alá merülve bejuthattak a kikötőbe, és egy-egy kéttonnás aknát helyezhettek el a hajók alatt a tengerfenékre. Tíz mini-tengeralattjárót készítettek fel az 1943. szeptember 20-25-re tervezett támadás végrehajtására, de közülük csak nyolc ért el a norvég partokig az akció szeptember 22-ei kezdetére. A járművek közül három, az X5, X6 és X7 sikeresen áthatolt a Tirpitzet védő rendszeren, és közülük kettő, az X6 és az X7 sikeresen kioldotta a robbanótölteteket. Az X5-öt 200 méterre a védőhálóktól felfedezték, és a koncentrált ágyútűzben, valamint a rádobott mélységi töltetek következtében elsüllyedt.
Az egyik, töltetét sikeresen elhelyező tengeralattjáró legénységét a németek foglyul ejtették, és ők – mivel biztosak voltak abban, hogy a hajó pusztulásra van ítélve – elmondták, mi volt a küldetésük célja, és hogy a tölteteket sikeresen elhelyezték. A hajót megpróbálták elmozdítani az aknák veszélyeztette területről, de ez csak részben sikerült. Az egyik akna a Cäsar torony magasságában robbant, a második 45-55 méterre a hajóorr bal oldalától. Az egyik üzemanyagtartály felhasadt, a páncélzat egy része felszakadt, a hajó alján nagy horpadás alakult ki, és a kettős fenék válaszfala is meghajlott. A bal oldalon lévő üzemanyagtartályokba és torpedórekeszekbe 1430 t víz tört be, aminek következtében a hajó 1-2 fokkal megdőlt. Ezt ellenárasztással kompenzálták. A beömlő víz a 2-es számú generátorterem összes generátorát megrongálta, és az 1-es számúban egy kivételével az összes használhatatlanná vált az eltört gőzvezetékek vagy elszakadt elektromos vezetékek miatt. A Dora lövegtorony lecsúszott a csapágygolyókról, és emiatt nem lehetett forgatni. Ez nagy problémát okozott, mivel Norvégiában nem volt olyan nagy teherbírású daru, mellyel meg lehetett volna emelni a több mint 1000 tonnás lövegtornyot, és vissza lehetett volna tenni a helyére. A hajó két, katapulton elhelyezett Arado 196 típusú fedélzeti hidroplánját a robbanás okozta rázkódás tönkretette. Németországból, főként Kielből, 400 munkást és a Neumark javítóhajót küldték a Tirpitz javításának elvégzésére. William Garzke és Robert Dulin történészek megítélése szerint ez volt a második világháború egyik legkiemelkedőbb tengerészeti műszaki teljesítménye. A munkálatok 1944. április 2-ig tartottak, másnap sebességpróbákat tartottak az Alta-fjordban.

#### ATungstenhadművelet

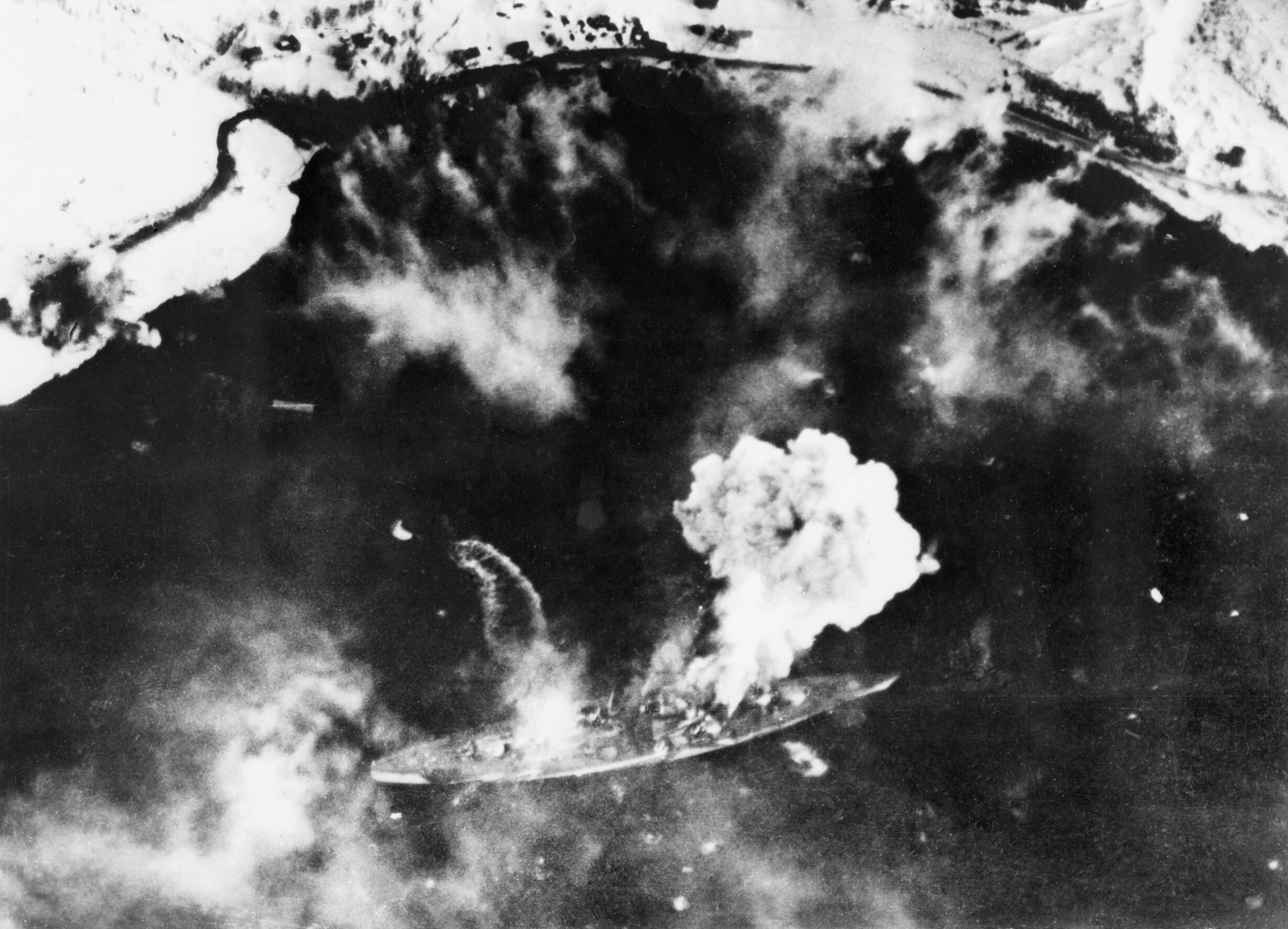
A Tirpitz brit repülőgép-hordozókról indított gépek támadása alatt (1944. április 3.)

A britek tudomást szereztek a Neumark áthelyezéséről, és a szerelők márciusi útnak indításáról, amiből arra következtettek, hogy nem sikerült kellően súlyos károkat okozni a Tirpitzben, és az közel van a bevethető állapothoz. A normandiai partraszállás közeledtével Churchill ismét sürgetni kezdte a Tirpitz elsüllyesztését, mivel nem akart semmi esélyt hagyni arra, hogy az megtámadhassa az inváziós flottát. Ezért egy nagy légitámadást terveztek végrehajtani ellene, melyben a Victorious és Furious repülőgép-hordozókról és az Emperor, Fencer, Pursuer és Searcher kísérő repülőgép-hordozókról felszálló gépek támadták volna a csatahajót. A hadműveletet 1944. április 4-én szándékoztak végrehajtani, de egy nappal korábbra tették, miután a dekódolt német rádióüzenetekből kiderült, hogy a Tirpitz április 3-án 05:29-kor hajózik ki Kåfjordból a próbajáratai elvégzésére.
A két hullámban végrehajtott támadásban 42 Barracuda zuhanóbombázó és 40 kísérő vadászgép vett részt. 227 és 726 kg-os bombákkal 15 közvetlen találatot értek el, két bomba a hajó mellé becsapódva okozott károkat. Sikerült meglepniük a németeket, és csak az első hullámból veszett oda az egyik repülőgép. 12-14 percbe telt, míg a Tirpitz összes légvédelmi ágyújához odaért az összes kezelője. Az első hullám 05:29-kor csapott le, mikor a vontatóhajók készültek kivontatni a horgonyzóhelyről. A második hullám egy órával később érkezett, röviddel 06:30 után. Bár a hajó légvédelme ekkor már felkészülten várta a támadókat, ezúttal is csak egy repülőgépet sikerült lelőniük.
A bombák közül egy sem tudta átütni a fő páncélfedélzetet, de afelett robbanva jelentős károkat okoztak, és számos áldozatot követeltek. Egyes források 122 halottat és 316 sebesültet említenek, mások 132 halálos áldozatról és 270 sebesültről számolnak be. A sebesültek között volt a hajó parancsnoka, Hans Karl Meyer sorhajókapitány is. A bombák két 15 cm-es lövegtornyot tönkretettek, és a négy Arado 196-ost elpusztították. Több bomba is nagy tüzet okozott a fedélzeten, a rázkódás üzemképtelenné tette a jobb oldali turbinát. Az oltáshoz használt sós víz bejutott a kazánokba, elszennyezve így a kazánvizet. Az oltáshoz felhasznált vízzel együtt mintegy 2000 t került a hajótestbe, melynek nagy része a két közel becsapódó bomba repeszei által ütött lyukakon át hatolt be.
Dönitz elrendelte a hajó kijavítását tekintet nélkül a költségekre, bár tudta, hogy mivel a Luftwaffe nem tud számára kellő védelmet biztosítani, a Tirpitzet már nem lehet bevetni a nyílt tengeren. Az újabb javítási munkálatok május elején kezdődtek. A fontos berendezéseket rombolókkal hozatták el Kielből az Alta-fjordba három nap alatt. Június másodikán a hajó már önerőből képes volt haladni, és a hónap végén már lőgyakorlatokat végezhetett. A munkálatok során a 15 cm-es ágyúkat úgy módosították, hogy légi célpontok ellen is bevethetők legyenek. A 38 cm-es ágyúkat speciális gyújtóval ellátott lövedékekkel is ellátták, melyekkel zárótüzet lőhettek a közeledő repülőgép-kötelékek ellen. A károk rendbehozatala után már csak két hidroplánt vehetett a fedélzetre, de a gépei általában a hajó közelében parkoltak, és vízről szálltak fel.

#### APlanet,Brawn,Tiger Claw,MascotésGoodwoodhadműveletek

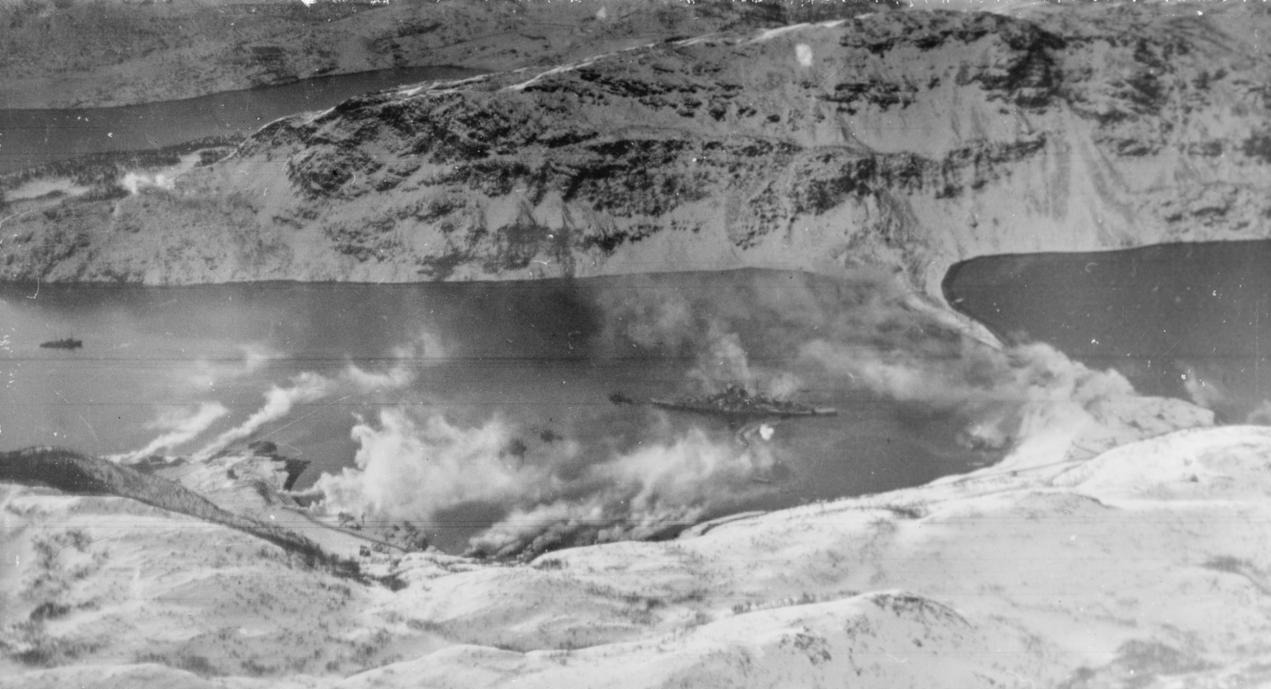
A Tirpitz Kåfjord falu közelében horgonyozva elrejtésére képzett mesterséges ködbe burkolózva

A következő három hónap során egész sor repülőgép-hordozókról végrehajtandó támadást terveztek ellene, de ezeket az időjárás kedvezőtlenre fordulása miatt törölni kellett. A Tungstenhez hasonló Planet hadműveletet április 24-re időzítették volna. A Brawn hadműveletet, melyet a Victorious és a Furious 27 bombázója és 36 vadászgépe kellett volna végrehajtson május 15-re, míg a Tiger Claw-t (Tigriskarom) május 28-ra időzítették, de végül nem került sor ezek kivitelezésére sem. A Victorioushoz és a Furioushoz csatlakozott az Indefatigable repülőgép-hordozó is a július 17-én 62 bombázóval és 30 vadászgéppel végrehajtott Mascot (Talizmán) hadművelet során. Találatot nem sikerült elérniük, de két repülőgépük odaveszett. Az idő augusztus végén tette lehetővé a Goodwood fedőnevű légitámadások végrehajtását. A Goodwood I-et és Goodwood II-t augusztus 22-én indították meg a Furious, az Indefatigable és a Formidable repülőgép-hordozók, valamint a Nabob és a Trumpeter kísérő repülőgép-hordozók repülőgépei. A két támadásban összesen 38 bombázó és 43 biztosító vadászgép vett részt, de nem tudtak kárt tenni a Tirpitzben, a támadók viszont három gépet veszítettek. A Goodwood III-at a nagy repülőgép-hordozókról felszálló gépek hajtották végre augusztus 24-én. 29 vadászgép kíséretében 48 bombázó dobta le a bombáit két találatot elérve, melyek azonban csak csekély károkat okoztak. Az egyik 726 kg-os bomba áthatolt a felső és az alsó (fő) páncélfedélzeten is, és a 4-es számú kapcsolóteremben állt meg, azonban a gyújtó sérülése miatt nem robbant fel. A másik, 227 kg-os bomba felrobbant, de csak csekély felületi károkat okozott. A támadók hat gépét lőtték le ezúttal. A Goodwood IV-re 29-én került sor a Formidable és az Indefatigable fedélzetéről induló 34 bombázó és 25 vadászgép részvételével. A sűrű köd miatt nem tudtak elérni találatot. Egy Firefly-t és egy Corsairt lőttek le a Tirpitz légvédelmi tüzérei. A támadás elhárítására a csatahajó 54 darab 38 cm-es lövedéket, 161 darab 15 cm-es lövedéket lőtt ki, és a rendes légvédelmi ágyúk lőszerkészletének 20%-át használta el.

#### AParavaneésObviatehadműveletek
A Royal Navy repülőinek kellő eredményt nem hozó bevetései után a Royal Air Force 5-ös számú csoportja kapta meg a Tirpitz elpusztításának feladatát. A RAF által használt Lancaster bombázók a csatahajó fedélzetének páncélzatát Tallboy bombákkal tervezték átütni. Ezeket a nagy tömegű bombákat speciálisan a német tengeralattjárók betonbunkereinek megsemmisítésére tervezték. Habár azokkal végül nem tudott megküzdeni, egy találattal bármely hadihajó páncélzatát átszakíthatták vele. Súlyából 2358 kg-ot tett ki a nagy robbanóerejű töltet (Torpex), és úgy tervezték, hogy az akár 5 méter vastag betont is át tudja ütni.

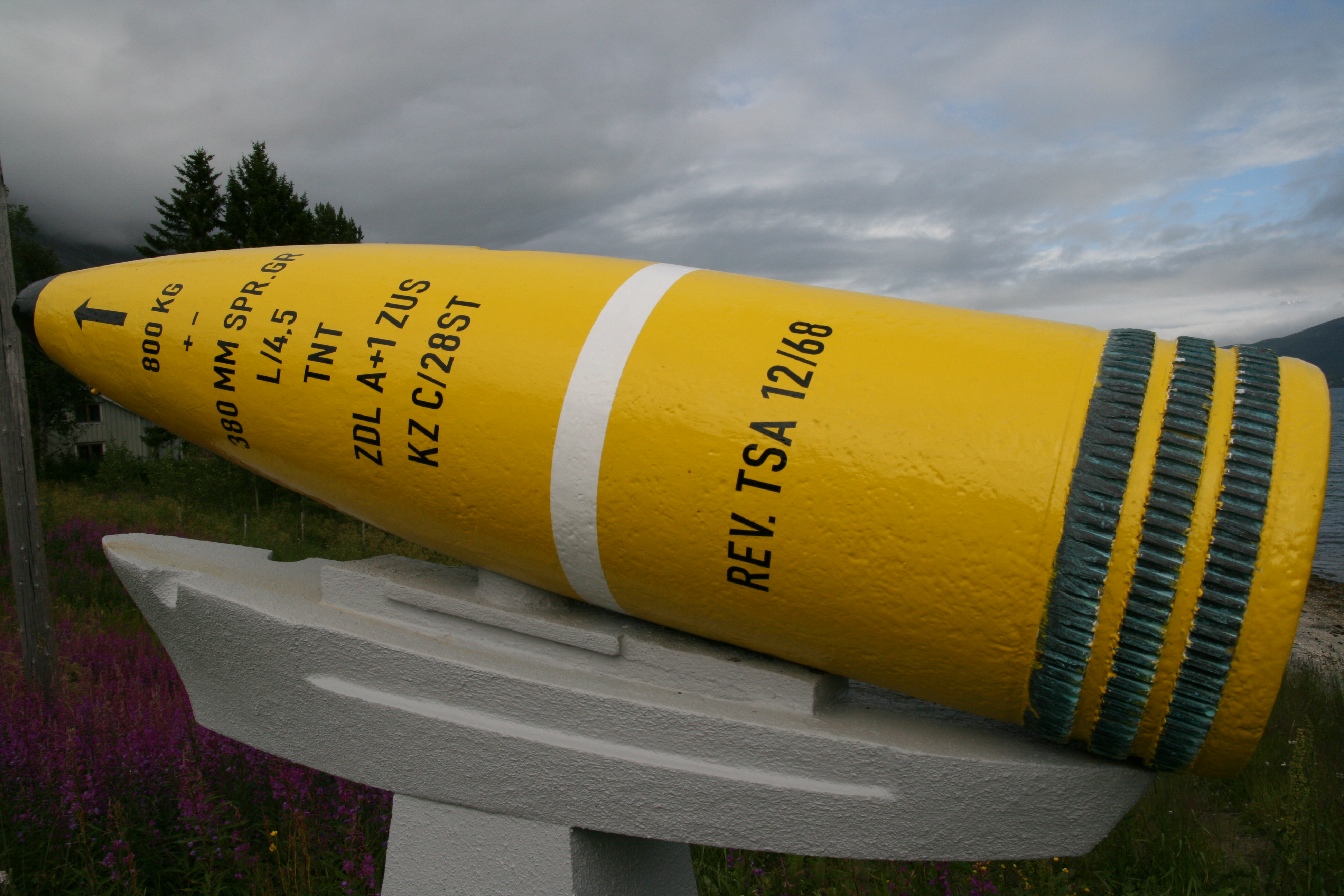
A Tirpitz egyik 1944. október 29-én kilőtt 38 cm-es légvédelmi lövedéke. A fel nem robbant gránátot 1968-ban találták meg Ullsfjord közelében

Az első, Paraván fedőnevű hadműveletre 1944. szeptember 15-én került sor, és a Szovjetunió területén, Arhangelszk közelében található Jagodnyik légibázisról indították, mert a Lancasterek hatótávolságuk miatt a Brit-szigetekről nem értek volna el célpontig. A 23 gépből 17 vitt magával egy-egy Tallboyt, 6 pedig 12-12 darab Johnny Walker aknát. A ledobott bombák közül egy Tallboy talált célba, a hajó orrát eltalálva. A hajótestet átütve a bomba a fjord fenekén, kb. 11 méteres mélységben robbant fel, ami 10 torpedó egyidejű találatának megfelelő rombolóerőt fejtett ki a hajó orrára. A hajóorrba 800–1000 t víz tört be, aminek következtében a hajó vészesen előredőlt. A sérülések következtében a Tirpitz nyílt vízen nem hajózhatott, és biztonságos vizeken is csak 8-10 csomóval haladhatott. A rázkódás súlyosan megrongálta a tűzvezető rendszereket. A sérülés súlyossága a haditengerészet parancsnokságát arra késztette, hogy a hajót már csak úszó ütegállásként használják, és ennek megfelelő mértékben javítsák ki. A javítási munkálatok kilenc hónapot vettek volna igénybe, de a lyukakat pár hét alatt is be lehetett foltozni, így a Tirpitz a délebbre lévő Tromsøbe hajózhatott, ahol azonban már a Brit-szigeteken lévő támaszpontokról induló Lancasterek hatótávolságán belülre került. Október 15-én saját erőből megtette a 200 tengeri mérföldes utat Tromsøbe, mely az utolsó útjának bizonyult.

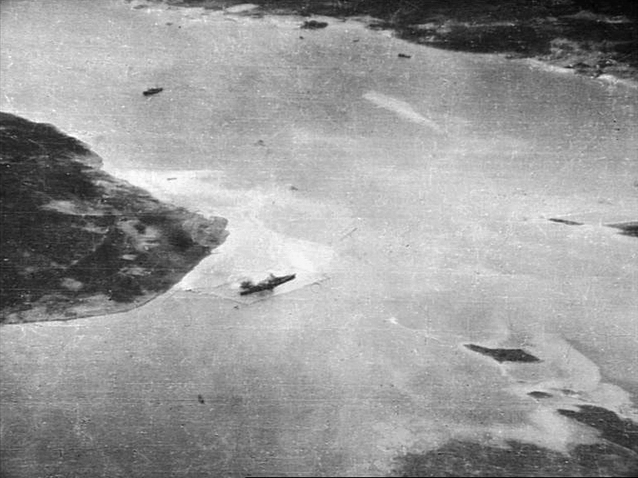
A Tirpitz Håkøya szigeténél
(1944. november)

Október 29-én a RAF tett egy második kísérletet, miután a csatahajót lehorgonyozták Håkøya és Grindøya szigetek között, Tromsø előtt. 32 Lancaster támadta meg Tallboy bombákkal az Obviate hadművelet keretében. A Paravane-hoz hasonlóan most is a 9. és a 617. bombázószázadok hajtották végre a támadást, de ezúttal csak egy bomba csapódott be a célpont közelében, ami részben a célterület feletti rossz időnek volt köszönhető. A víz alatt bekövetkező robbanás megrongálta a bal oldali kormánylapátot, és 35 m hosszúságban okozott vízbetörést ezen az oldalon. A Tirpitz 38 cm-es repeszlövedékei hatástalannak bizonyultak a nagy magasságban repülő bombázók ellen, egy földi telepítésű légvédelmi ütegnek sikerült csak egy támadó gépet megrongálni.
A támadást követően a horgonyzóhelyet jelentősen megerősítették: hatalmas homokpadot kotortak össze a hajó alá és köré, hogy ne borulhasson fel, és torpedóvédő hálókat is telepítettek. A Tirpitz – korábbi sérülései miatt – továbbra is meg volt dőlve egy fokkal a bal oldalára, de ezt nem egyenlítették ki ellenárasztással, hogy szükség esetén minél több lehetőségük legyen a korrekcióra. Az úszó ütegállás szerepkör betöltéséhez méretezték az üzemanyagkészletét is, csak annyit hagyva, amennyivel a turbógenerátorait el tudta látni, és a személyzetét 1600 főre csökkentették.

#### ACatechismhadművelet

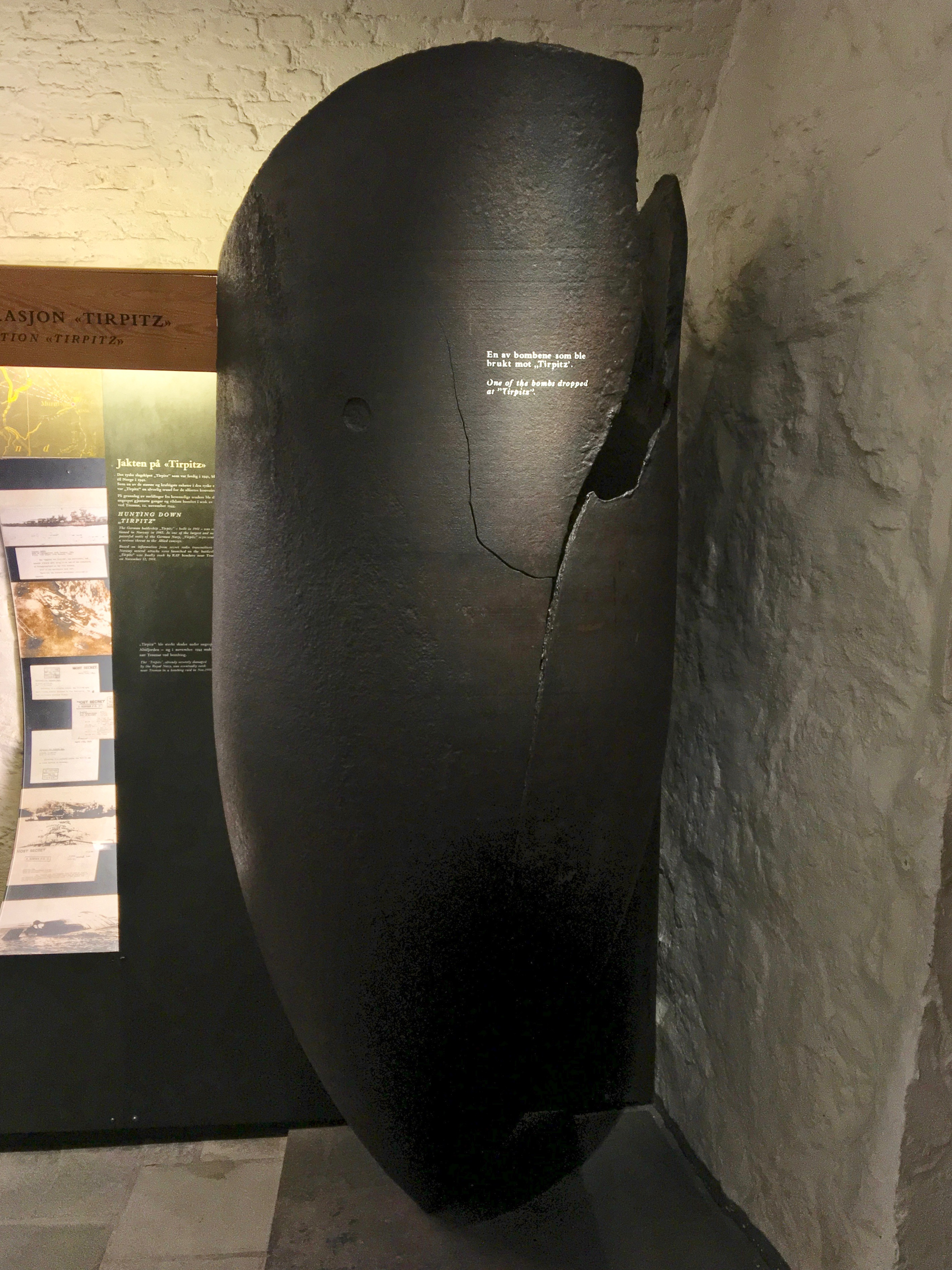
A Tirpitzre ledobott egyik bomba maradványai

A Tirpitz elleni légitámadás-sorozatok utolsó felvonása az Operation Catechism volt 1944. november 12-én. A fedélzeti radarok által észlelt bombázókötelékre a Tirpitz nehézlövegeivel már nagy távolságból zárótüzet lőtt, ami ideiglenesen szétszórta a köteléket, de a támadást elhárítani nem tudta. A 9. és 617. bombázószázadok Lossiemouthból induló 32 Lancastere jó látási viszonyok mellett 29 Tallboy bombát dobott le a hajóra, melyek közül kettő találta el, egy pedig mellette csapódott a vízbe. Ezeken kívül még több bomba a torpedók elleni védekezést szolgáló hálókon belül ért vizet, és jókora krátereket hozott létre az öböl fenekén, elmosva a hajó felborulását megakadályozni szolgáló mesterséges homokpad nagy részét. A közvetlen találatok közül az egyik az Anton és a Bruno lövegtornyok között érte a hajót, de ez a bomba nem robbant fel. A másik a hajó közepét érte a katapult és a kémény között, súlyos károkat okozva. A felrobbanó bomba hatalmas lyukat ütött a hajó oldalán és alján, a páncélöv becsapódás melletti része teljesen megsemmisült. Egy harmadik bomba a Cäsar toronytól balra csapódott be. A közepét ért találat jelentős mértékű vízbetörést okozott, és a hajó emiatt hamar megdőlt 15-20 fokkal. Tíz perc alatt a dőlés 30-40 fokra nőtt, és a hajó kapitánya ekkor a hajó elhagyására adott parancsot. 09:50-re a dőlés már 60 fokos volt, és ezen a szinten átmenetileg stabilizálódott. Nyolc perccel később egy hatalmas robbanás 25 méter magasra repítette a Cäsar torony tetejét más forgó alkatrészekkel együtt, és ezek a part felé úszó emberek egy csoportjára zuhantak. Ekkor a Tirpitz hirtelen tovább dőlt, és felépítményét a homokos tengerfenékbe fúrva, csaknem teljesen átfordulva állapodott meg.

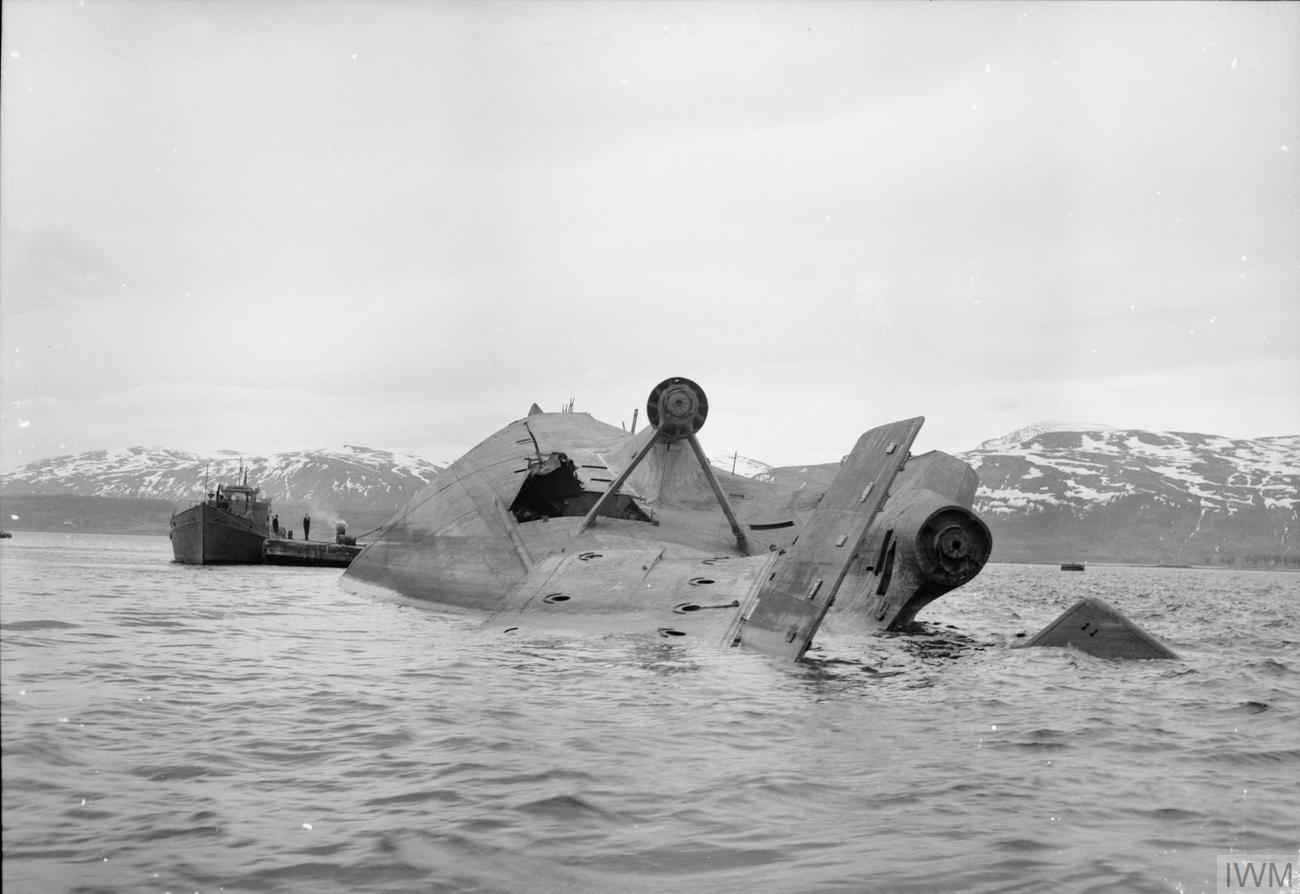
A csatahajó felborulva, már leszerelt hajócsavarokkal

A hajótestben rekedtek közül a hajófenék kivágásával napokkal később 84 embert sikerült kimenekíteni, velük együtt 890-en élték túl a katasztrófát. A halálos áldozatok pontos száma ismeretlen, 950 és 1204 közé teszik. Körülbelül 200 túlélőt helyeztek át a Lützow-ra 1945 januárjában.
A Luftwaffénak a Tirpitz védelmében nyújtott teljesítményét erős kritika érte a hajó elvesztése után, Heinrich Ehrler őrnagyot, az 5. vadászrepülőezred III. csoportjának (III./JG 5) parancsnokát vádolták a bombázók elleni bevetések elmaradásáért. Oslóban ezért haditörvényszék elé állították, ahol halálbüntetés fenyegette. Bizonyítékokat hoztak fel arra, hogy nem nyújtott segítséget, mikor a Kriegsmarine erre kérte. Ehrlert végül három év börtönre ítélték, de egy hónap eltelte után kiengedték, és ha lefokozva is, de csatlakozhatott az egyik Messerschmitt 262 gépekkel repülő alakulathoz. Későbbi vizsgálatok arra a következtetésre jutottak, hogy a Kriegsmarine és a Luftwaffe közti gyenge kommunikáció vezetett a csatahajó elvesztéséhez, ugyanis a vadászcsoportot nem értesítették arról, hogy a Tirpitzet két héttel korábban Håkøya szigetéhez helyezték át. Ehrlert ezután felmentették a vádak alól. A Tirpitz roncsa a fjordban maradt a háború hátralévő részében, fontosabbnak ítélt alkatrészeket azonban egészen a háború végéig emeltek ki róla a németek.
A háború után a roncsot Nagy-Britanniának juttatták. A britek mindent kiszereltek belőle, ami katonai szempontból fontos vagy értékes volt. Miután végeztek, átengedték a roncsot a norvégoknak. 1947-ben Einar Høvding norvég vállalkozó vette meg a hajó maradványait az újonnan alapított Høvding Skipsopphuggeri hajóbontó cégével. 40 munkással, köztük 15 hamburgi specialistával kezdtek hozzá a még hasznosítható anyagok kimentésének. A munkálatok 1948-tól kezdődően egészen 1957-ig tartottak. A csatahajó egyes darabjait még ma is árulja egy norvég vállalat.

## Emlékezete

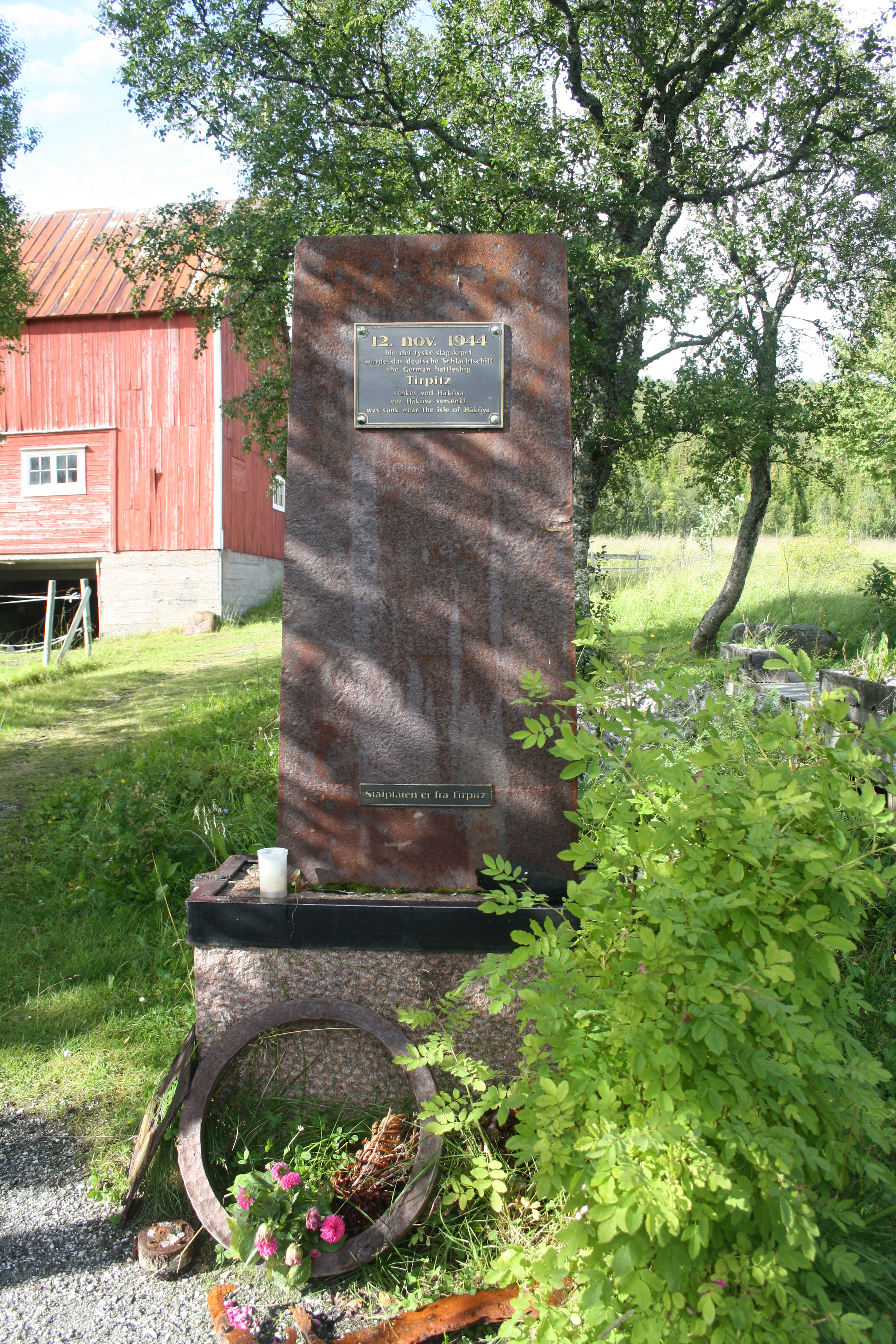
A Tirpitz elesetteinek emlékére emelt emlékmű Håkøya szigetén

- A Tirpitz Múzeum Norvégiában, az Alta-fjord partján lévő Kåfjord faluban található, nyaranta nyitva tartó múzeum, főként a Tirpitzről származó tárgyakat mutat be.
- Håkøya szigetén a csatahajó egyik oldallemezdarabjából készítettek emlékművet, mely az egyik bombatölcsér közelében áll.
- Wilhelmshavenben egy emlékkő állít mementót a csatahajónak és legénységének.
- A sinsheimi Auto- und Technikmuseumban látható a csatahajó fedélzetének egyik lemeze, egy könnyű légvédelmi lövege és az egyik 10,5 cm-es légvédelmi lövege.
- A Tirpitz hadilobogója jelenleg a Mürwicki Tengerészeti Iskola kiképzőközpontjában van kiállítva.
- 1953-ban az NWDR (Köln) rádió sugárzott egy hangjátékot Sie klopfen noch immer (Még mindig kopognak) címmel, mely a hajó felborulása után a hajótestben rekedt „több mint 1000 ember” gyors kiszabadítására tett hiábavaló próbálkozásokat mutatta be.
- 1955-ben került vászonra az Above Us the Waves (Felettünk a hullámok) című film Ralph Thomas rendezésében, mely nagyrészt valósághűen igyekezett bemutatni a mini-tengeralattjárókkal végrehajtott támadást a csatahajó ellen. A szereplők között a kor számos ismert színésze felbukkant. Németországban X-Boote greifen an címmel került vetítésre.
- A Tirpitz elsüllyedésének helyén maradt darabjait 2014-ben a Riksantikvar (a legfelsőbb norvég műemlékvédelmi hatóság) műemlékké nyilvánította.

## Érdekességek
- A hajó övpáncéljának részeit később a solingeni Böker késgyár vette meg, és zsebkéseket gyártott belőle.
- A Magerøy szigetén található Honningsvåg első elektromos erőműve a Tirpitz nevet viselte. A csatahajó egyik segéddízelmotorját állították szolgálatba a létesítményben.
- A torpedóválaszfalak egy részét Oslo városa vette meg, és mind a mai napig használják őket a csatorna- és útépítések során fedőlemezekként.[79]

## Mellékletek

### ATirpitzelleni támadások listája
| Időpont                        | Helyszín                          | Haderőnem                                                 | Támadó erő                                                                              | A Tirpitzben okozott kár                                                                      | A támadók veszteségei                         | Megjegyzés                                                                       | Hivatkozások  |
| ------------------------------ | --------------------------------- | --------------------------------------------------------- | --------------------------------------------------------------------------------------- | --------------------------------------------------------------------------------------------- | --------------------------------------------- | -------------------------------------------------------------------------------- | ------------- |
| 1940. október 8–9.             | Wilhelmshaven                     | RAF Bomber Command                                        | 17 Hampden közepes bombázó                                                              | Nincs                                                                                         | Nincs                                         | Kísérlet a Tirpitz szárazdokkban való bombázására.                               | [ 80 ]        |
| 1941. január 8–9.              | Wilhelmshaven                     | RAF Bomber Command                                        | Összesen 32 Wellington, Whitley és Hampden közepes bombázó.                             | Nincs                                                                                         | Nincs                                         |                                                                                  | [ 81 ]        |
| 1941. január 29–30.            | Wilhelmshaven                     | RAF Bomber Command                                        | 25 Wellington közepes bombázó 9 Hampden közepes bombázó                                 | Nincs                                                                                         | Nincs                                         |                                                                                  | [ 82 ]        |
| 1941. február 28. – március 1. | Wilhelmshaven                     | RAF Bomber Command                                        | Összesen 116 Blenheim, Hampden, Wellington és Whitley                                   | Nincs                                                                                         | 1 Blenheim                                    | 75 gép jelentette Wilhelmshaven bombázását, de a városban nem keletkeztek károk. | [ 83 ]        |
| 1941. május 28–29.             | Kiel                              | RAF Bomber Command                                        | 14 Whitley                                                                              | Nincs                                                                                         | 1 Whitley                                     | A bevetett gépek közül csak három ért el a bevetési körzetig a rossz idő miatt.  | [ 84 ]        |
| 1941. június 20–21.            | Kiel                              | RAF Bomber Command                                        | 47 Wellington 24 Hampden 20 Whitley közepes bombázó 13 Stirling 11 Halifax nehézbombázó | Nincs                                                                                         | 2 Wellington                                  | A támadók nem találták a Tirpitzet, ezért a várost bombázták.                    | [ 85 ] [ 86 ] |

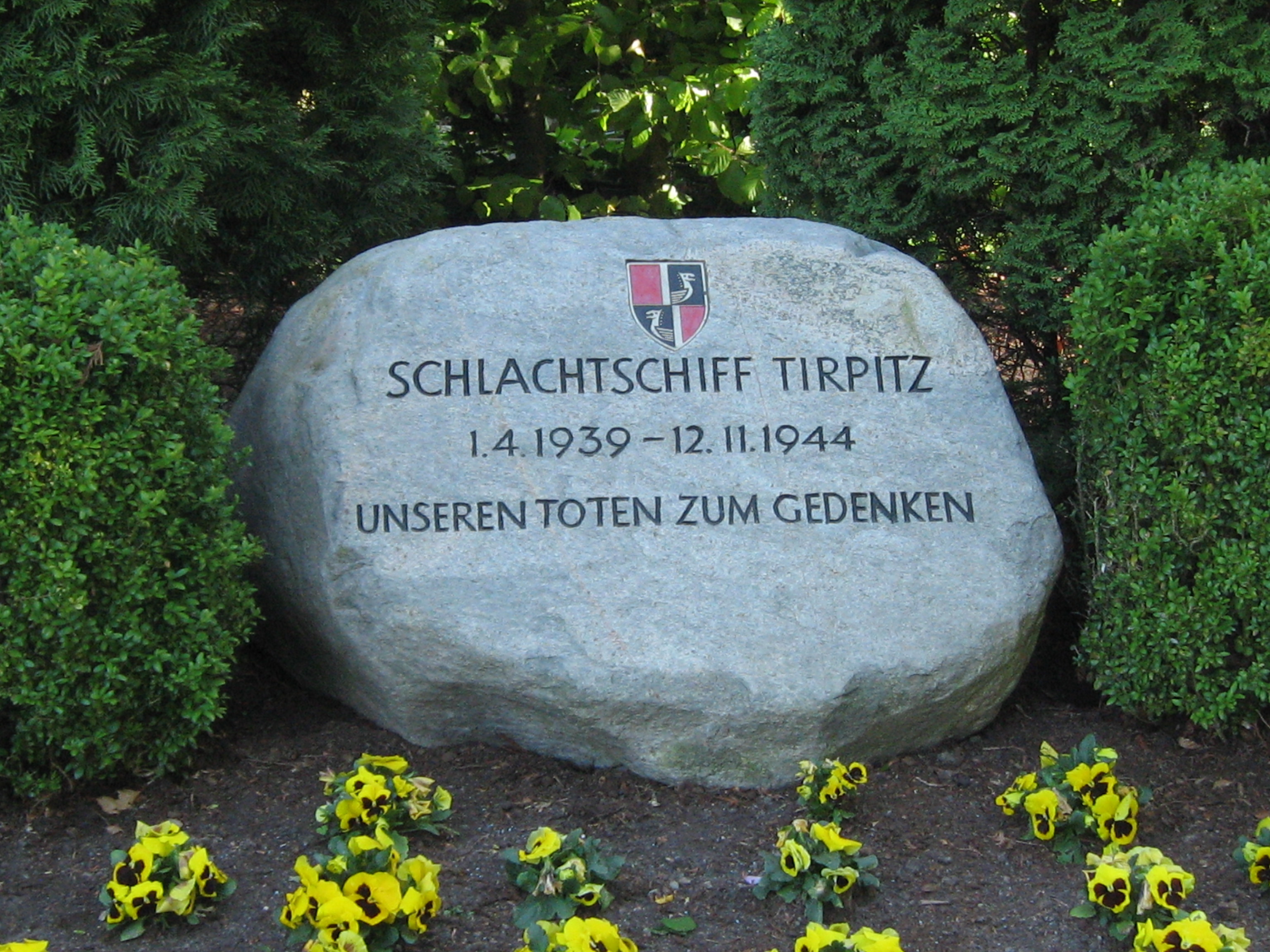
Emlékkő a Tirpitz elesetteinek tiszteletére Wilhelmshavenben

| 1942. január 28–29.            | Åsen-fjord                        | Royal Air Force                                           | 9 Halifax 7 Stirling                                                                    | Nincs                                                                                         | 1 Stirling                                    |                                                                                  | [ 87 ] [ 88 ] |
| 1942. március 9.               | A tengeren a Lofoten-szigeteknél. | HMS Victorious                                            | 12 Albacore torpedóbombázó                                                              | Nincs                                                                                         | 2 Albacore                                    | Támadás a Sportpalota hadműveletről visszatérőben.                               | [ 88 ]        |
| 1942. március 30–31.           | Fætten-fjord                      | Royal Air Force                                           | 33 Halifax                                                                              | Nincs                                                                                         | 5 Halifax                                     | A gépek többsége nem találta a célpontot.                                        | [ 88 ]        |
| 1942. április 27–28.           | Fætten-fjord                      | Royal Air Force                                           | 31 Halifax 12 Lancaster                                                                 | Nincs                                                                                         | 5 repülőgép                                   |                                                                                  | [ 88 ]        |
| 1942. április 28–29.           | Fætten-fjord                      | Royal Air Force                                           | 23 Halifax 11 Lancaster                                                                 | Nincs                                                                                         | 2 repülőgép                                   |                                                                                  | [ 88 ] [ 89 ] |
| 1942. október 31.              | Trondheim-fjord                   | Royal Navy                                                | 2 Chariot, ember vezette torpedó                                                        | Nincs                                                                                         | 2 Chariot 1 halászhajó                        | Operation Title Mechanikai problémák miatt a hadművelet nem járt sikerrel.       | [ 90 ]        |
| 1943. szeptember 22.           | Kåfjord                           | Royal Navy                                                | 4 X osztályú mini-tengeralattjáró                                                       | Súlyos károk                                                                                  | 3 mini-tengeralattjáró 3 halott, 6 hadifogoly | Operation Source                                                                 | [ 91 ]        |
| 1944. február 10–11.           | Kåfjord                           | Szovjet légierő                                           | 15 repülőgép                                                                            | Nincs                                                                                         | Nincs                                         | Csak 4 gép érte el a célterületet.                                               | [ 92 ]        |
| 1944. április 3.               | Kåfjord                           | Honi Flotta (Home Fleet)                                  | 40 Barracuda zuhanóbombázó 80 vadászgép                                                 | Könnyebb sérülések 15 találat és géppuskázás következtében. 122 halott, 316 sebesült          | 3 Barracuda 1 Hellcat 9 halott                | Operation Tungsten                                                               | [ 88 ]        |
| 1944. április 24.              | Kåfjord                           | Home Fleet                                                | Ismeretlen                                                                              | Nincs                                                                                         | Nincs                                         | Operation Planet Rossz idő miatt törölték még a gépek indítása előtt.            | [ 88 ]        |
| 1944. május 15.                | Kåfjord                           | Home Fleet                                                | 27 Barracuda 36 vadászgép                                                               | Nincs                                                                                         | Nincs                                         | Operation Brawn Törölve a gépek indítása után.                                   | [ 88 ]        |
| 1944. május 28.                | Kåfjord                           | Home Fleet                                                | Ismeretlen                                                                              | Nincs                                                                                         | Nincs                                         | Operation Tiger Claw Törölve még a gépek indítása előtt a rossz idő miatt.       | [ 88 ]        |
| 1944. július 17.               | Kåfjord                           | Home Fleet                                                | 44 Barracuda 40 vadászgép                                                               | Nincs                                                                                         | 1 Barracuda 1 Corsair                         | Operation Mascot                                                                 | [ 93 ]        |
| 1944. augusztus 22. (de.)      | Kåfjord                           | Home Fleet                                                | 44 Barracuda 53 vadászgép                                                               | Nincs                                                                                         | 3 repülőgép                                   | Operation Goodwood                                                               | [ 93 ]        |
| 1944. augusztus 22. (du.)      | Kåfjord                           | Home Fleet                                                | 14 vadászgép                                                                            | Nincs                                                                                         | Nincs                                         | Operation Goodwood                                                               | [ 93 ]        |
| 1944. augusztus 24.            | Kåfjord                           | Home Fleet                                                | 33 Barracuda 44 vadászgép                                                               | Kisebb sérülések két bombától.                                                                | 6 repülőgép                                   | Operation Goodwood                                                               | [ 93 ]        |
| 1944. augusztus 29.            | Kåfjord                           | Home Fleet                                                | 26 Barracuda 41 vadászgép                                                               | Nincs                                                                                         | 2 repülőgép                                   | Operation Goodwood                                                               | [ 93 ]        |
| 1944. szeptember 15.           | Kåfjord                           | 9. század (No. 9 Squadron) 617. század (No. 617 Squadron) | 28 Lancaster nehézbombázó                                                               | Súlyos sérülés egy találattól.                                                                | Nincs                                         | Operation Paravane                                                               | [ 93 ]        |
| 1944. október 29.              | Tromsø                            | 9. század 617. század                                     | 38 Lancaster                                                                            | Nincs                                                                                         | 1 Lancaster                                   | Operation Obviate                                                                | [ 93 ]        |
| 1944. november 12.             | Tromsø                            | 9. század 617. század                                     | 32 Lancaster                                                                            | Felborult 3 telitalálat és 2 közeli találat következtében. Halottak száma 950 és 1204 között. | Nincs                                         | Operation Catechism                                                              | [ 93 ]        |

### A hajó parancsnokai
| Név             | Rang            | Parancsnokságának ideje               |
| --------------- | --------------- | ------------------------------------- |
| Karl Topp       | sorhajókapitány | 1941. február – 1943. február         |
| Hans Karl Meyer | sorhajókapitány | 1943. február 25. – 1944. április 30. |
| Wolf Junge      | sorhajókapitány | 1944. május – 1944. november          |
| Robert Weber    | sorhajókapitány | 1944. november                        |

## Fordítás
- Ez a szócikk részben vagy egészben  a   German Battleship Tirpitz című angol Wikipédia-szócikk ezen változatának fordításán alapul.  Az eredeti cikk szerkesztőit annak laptörténete sorolja fel. Ez a jelzés csupán a megfogalmazás eredetét és a szerzői jogokat jelzi, nem szolgál a cikkben szereplő információk forrásmegjelöléseként.
- Ez a szócikk részben vagy egészben  a   Tirpitz (Schiff, 1941) című német Wikipédia-szócikk ezen változatának fordításán alapul.  Az eredeti cikk szerkesztőit annak laptörténete sorolja fel. Ez a jelzés csupán a megfogalmazás eredetét és a szerzői jogokat jelzi, nem szolgál a cikkben szereplő információk forrásmegjelöléseként.

### A német nyelvű szócikk hivatkozás nélkül megadott irodalma
- Jochen Brennecke: Schlachtschiff Tirpitz. Koehlers Verlagsgesellschaft, 2001, ISBN 3-7822-0827-7.
- David Brown: Die Tirpitz. Eine schwimmende Festung und ihr Schicksal. Bernard & Graefe Verlag, 1998, ISBN 3-7637-5987-5.
- Gervis Frere-Cook: Die Tirpitz muß unter Wasser. Motorbuch Verlag, Stuttgart, 1977, ISBN 3-87943-496-4.
- Erich Gröner – Dieter Jung – Martin Maass: Die deutschen Kriegsschiffe 1815–1945. 1 München: Bernard & Graefe Verlag. 1982.   58–59. o. ISBN 3-7637-4800-8
- John Sweetman: Jagd auf die Tirpitz. Koehlers Verlagsgesellschaft, 2001, ISBN 3-7822-0814-5.
- Adalbert Brünner, Siegfried Breyer: Schlachtschiff „Tirpitz“ im Einsatz. Ein Seeoffizier berichtet. Podzun-Pallas Verlag, 1993, ISBN 3-7909-0474-0.
- Mike J. Whitley: Schlachtschiffe des II. Weltkriegs. Motorbuch Verlag, Stuttgart, 2003, ISBN 3-613-02289-3.
- Gerhard Koop, Klaus-Peter Schmolke: Die Schlachtschiffe der Bismarck-Klasse. Bernard & Graefe Verlag, Koblenz, 1990, ISBN 3-7637-5890-9.
- Léonce Peillard: Coulez le Tirpitz. Robert Laffont, 2002, ISBN 2-221-03438-4.
- David Woodward: The Tirpitz and the Battle for the North Atlantic. Berkley, 1953, OCLC 2182990.

### Kapcsolódó magyar nyelvű olvasmányok
- Valentyin Pikul: Rekviem egy hajókaravánért, Kossuth Kiadó, Budapest, 1986, ISBN 9630927985 (Szovjet regény a PQ-17-es konvoj tragédiájáról)
- Churchill rögeszméje: A Tirpitz, mult-kor.hu, 2012. március 9.

### Internetes oldalak
- The Tirpitz video newsreel film. [2011. június 11-i dátummal az eredetiből archiválva]. (Hozzáférés: 2020. december 3.) (Brit filmhíradó a Tirpitzről)
- Bomber Command Bombs, Mines and Incendiaries. (Hozzáférés: 2020. december 3.)
- Tirpitz. [2017. augusztus 22-i dátummal az eredetiből archiválva]. (Schlachtschiff.com – nem működő link)
- Tirpitz. (Hozzáférés: 2020. december 3.) (rövid technikai ismertető a German-Navy.de oldalon angolul)
- Tirpitz. [2008. január 7-i dátummal az eredetiből archiválva]. (Bismarck-Class.dk – nem működő oldal)
- Kriegsbriefe von der Tirpitz. [2010. április 24-i dátummal az eredetiből archiválva]. (Hozzáférés: 2020. december 3.) (einestages.spiegel.de)
- Untergang der Tirpitz. [2013. szeptember 20-i dátummal az eredetiből archiválva]. (Hozzáférés: 2020. december 3.) (A csatahajó pusztulásának ismertetése a Spiegel.online.de oldalon)
- Mit dem Schlachtschiff „Tirpitz” in Norwegen. (Hozzáférés: 2020. december 3.) (Kurt Voigt sorhajókapitány csatahajón írott levelei és naplója)